# Molukse drongokoekoek
De Molukse drongokoekoek (Surniculus musschenbroeki) is een vogel uit de familie Cuculidae (koekoeken).

## Verspreiding en leefgebied
Deze soort komt voor op Sulawesi, Banggai, de Sula eilanden en Halmahera. De vogel is genoemd naar de Nederlandse natuuronderzoeker van Musschenbroek.